# Samba Daka jezik
Samba Daka jezik (ISO 639-3: ccg; chamba daka, daka, dakka, dekka, deng, jama, nakanyare, sama, samba, tchamba, tikk, tsamba), nigersko-kongoanski jezik iz Nigerije kojim govori oko 107 000 ljudi (2000) u državama Taraba i Adamawa.
Samba daka zajedno s još četiri druga jezika čini sjevernobantoidnu podskupinu dakoid. Sličan je jeziku dirim [dir], a ima više dijalekata, samba daka, samba jangani, samba nnakenyare, samba of mapeo, taram i dirim. U upotrebi je i nigerijski fulfulde [fuv] ili hausa [hau].

## Vanjske poveznice
- Ethnologue (14th)
- Ethnologue (15th)
- The Samba Daka Language